# Homodes lassula
Homodes lassula är en fjärilsart som beskrevs av Louis Beethoven Prout 1928. Homodes lassula ingår i släktet Homodes och familjen nattflyn. Inga underarter finns listade i Catalogue of Life.